# Steppensöhne
Steppensöhne ist ein 1954 erschienener Jugendroman von Hans Baumann. Er handelt vom Leben Dschingis Khans und seiner Enkelkinder Kubilai und Arik-Buka.

## Inhalt
Der Deutsche Taschenbuchverlag (dtv-Junior) umschreibt das Buch wie folgt:

„Eine Staubwolke wälzt sich heran, der Boden bebt...Dschingis-Khans Horden rasen über die mongolische Steppe! Mitten unter den Reitern Dschingis-Khans Enkel Kubilai und Arik-Buka, unzertrennliche Brüder, die Kämpfe und Jagden, Gefahren und Freuden gemeinsam bestehen und erleben – und doch, wie verschieden sind die beiden im Wesen! Kubilai wird einmal als weiser Herrscher regieren, während sein Bruder immer ein ‚Steppensohn‘ bleibt.
Außerordentlich plastisch und farbig sind Leben und Kämpfe dieses Reitervolkes geschildert, schnell wechseln die Szenen voll aufregender Abenteuer – ein packender historischer Jugendroman.“

Steppensöhne gliedert sich in den ersten Teil (Die Unzertrennlichen) mit 13 Kapiteln und einen zweiten Teil (Der Überwinder) mit 21 Kapiteln. Zudem hängt dem Buch eine Zeittafel mit historischen Daten aus China und der Mongolei an.
Der erste Teil (Die Unzertrennlichen) des Buches erzählt die Geschichte der jungen Brüder Kubilai und Arik-Buka. Die jüngsten Enkel Dschingis Khans leben wohlbehütet im Ordo des Khans. Als ihr Lehrer fungierte der alte Örlök (Fürst) Sorgan-Schira. Gleich zu Beginn reiten die beiden Brüder zum Berg Tobu dolo gam, besteigen diesen und schwören, dass sich niemals jemand zwischen sie stellen kann. Mit der Zeit wird den beiden aufgeweckten Jungen das Lagerleben zu langweilig. Sie sehnen sich nach echtem Abenteuer, nach echten Kämpfen. Im Lager werden Kämpfe mit stumpfen Waffen lediglich simuliert. Dennoch kommt ein erfahrener Krieger ums Leben, als Kubilai seinem Bruder Arik-Buka zur Hilfe kommt. Um diesen Kämpfer beginnt Kubilai zu trauern, was bei seinem Lehrer und seinem Bruder auf kein Verständnis stößt.
Den beiden Brüdern wird erlaubt, das Fest des weißen Affen beim Volk der Dsaimanen zu besuchen, dem sich eine Jagd auf Kulane und das Aufspüren eines Panthers anschließen. Letzteres scheitert und so müssen die beiden von mongolischen Reitern vor dem nahenden Panther gerettet werden. Zurück im Lager erfahren sie, dass Boten des Khans in der Wüste Gobi vermisst werden. Ein weiterer Bote kündigt das Heer des Dschingis Khan an, dem zu Ehren eine Festjurte aufgebaut werden soll. Am Tag der Fertigstellung erreicht Dschebe („Fürst Pfeil“) das Lager, berichtet von den Kämpfen und Siegen aus dem Land im Süden. Er bittet die beiden Prinzen, ihn zum Heerlager zu begleiten.
Der zweite Teil (Der Überwinder) beginnt mit der Ankunft der drei Reiter im Lager des Dschingis Khan. Hier beobachten sie, wie der chinesische Sterndeuter und Gelehrte Yeliu aus dem Hause der Liao eine Mondfinsternis vorhersagt. Damit gewinnt er das Vertrauen des Khans, aber auch die Verachtung der mongolischen Kämpfer, die den Chinesen und ihrer Wissenschaft skeptisch gegenüberstehen. Nachdem Yeliu dem Khan berichtet hat, dass erst seinen Enkel, im Speziellen Kubilai, das Ganze zufallen wird, ernennt er Yeliu zum neuen Lehrmeister Kubilais. Je mehr Kubilai an Wissen, Sprachen und an Wertvorstellungen vom chinesischen Gelehrten erlernt, desto mehr beginnen seine mongolischen Landsleute, im Besonderen sein Bruder Arik-Buka, an ihm zu zweifeln. Dies endet vorerst, als er mit ihnen gegen die aufrührerischen Perser in die Schlacht zieht. Doch nach der Rückkehr, beginnt er an der Richtigkeit seines Handelns zu zweifeln. Insbesondere, da er erfahren hat, dass Dschebe und Arik-Buka durch ihr Verhalten, den Aufruhr der Perser verursacht haben. Nach einem Reitunfall des Khans nahe Tibet entscheidet dieser sich für Rückkehr in die Steppe, statt weiter in den Süden Chinas zu ziehen. Mit dem Tod Yelius, dem eine Verschwörung vorgeworfen wurde, und dem Ritt nach Norden endet der Erzählstrang des Buches vorerst.
Für die letzten beiden Kapitel unternimmt die Geschichte einen Sprung von vier Jahrzehnten. Die Brüder sind erwachsen geworden und stehen sich auf dem Schlachtfeld entgegen. Kubilai als Sche-Tsu, Gründer der Yuan-Dynastie, und Arik-Buka als Großkhan der Mongolen. Arik-Buka unterliegt mehrmals und wird seinem Bruder ausgeliefert. Doch dieser behandelt ihn nicht wie einen Gefangenen, sondern wie seinen Bruder und lässt ihn frei.
Am Ende der Erzählung resümiert der Erzähler über den Kaiser Sche-Tsu (Kubilai):

„Sche-Tsu beschützte alle Religionen und Rassen seines Reiches und war vielen Völkern ein Vater.“

Dieses Resümee und der geschilderte Lebenslauf Kubilais können, ähnlich den Baumann-Romanen Ich zog mit Hannibal und Der große Alexanderzug, als autobiografische Auseinandersetzung Baumanns mit der Zeit des Nationalsozialismus und als Vergangenheitsbewältigung gewertet werden. Zur Motivation und Entstehungsgeschichte des Buches ergänzt der Autor am Ende der Zeittafel:

„Auf den Gedanken, ein Buch von der Überwindung Dschingis-Khans zu schreiben, kam ich im Winter 1943 in Rußland. Während der Gefangenschaft in Frankreich reifte der Plan. 1953, in den Monaten Juni bis Dezember wurde die Erzählung geschrieben.“

## Wirkung
Das Buch begünstigte die Hinwendung der Nachkriegsjugend zu fernöstlichen Bräuchen und Völkern. So ließen sich Mitte der Fünfzigerjahre Pfadfindergruppen vom Roman zu Spielideen, Namensgebungen und Umgangsformen in Anlehnung an die Lebenswelt mongolischer Reiter inspirieren.
Fritz Westphal sieht in dem Roman den Versuch „die fürchterlichen Auswirkungen jeder Gewaltherrschaft deutlich werden zu lassen“. Die Pädagogin Erika Hoffmann erkennt als Hauptmotiv die kritische Auseinandersetzung mit dem Nationalsozialismus, zweifelt aber, ob diese aufgrund der Überbetonung der Herrscher-Typus vollumfänglich gelungen ist. Laut der britischen Literaturzeitschrift The Times Literary Supplement ist das Buch dem Frieden gewidmet. („the dedication to peace“) In der DDR-Literaturzeitschrift neue deutsche literatur wurde die „humanistische Tendenz des Buches“ hervorgehoben. Für den Rezensenten Günther Deicke war das Buch Beweis dafür, dass der Autor zweifellos keine „Refaschisierung“ betreibe.

## Ausgaben
Steppensöhne erschien zuerst unter dem Titel Steppensöhne. Vom Sieg über Dschingis-Khan. im Enßlin & Laiblin Verlag aus Reutlingen. 1964 erfolgte im gleichen Verlag eine Neufassung unter dem Titel Steppensöhne. Später erschien es im Programm dtv-Junior des Deutschen Taschenbuchverlages, wo es die 7. Auflage erreichte. Des Weiteren wurde der Roman im Thienemann Verlag und im Arena-Verlag veröffentlicht. Das Buch wurde ins Englische, Italienische, Spanische, Dänische, Niederländische, Japanische sowie in Afrikaans übersetzt.

## Auszeichnungen
Das Buch erhielt 1958 von der New York Herald Tribune den Preis für das beste Jugendbuch des Jahres. Zudem stand es auf der Auswahlliste zum Deutschen Jugendbuchpreis.